# Воробей Віталій Леонідович
Віта́лій Леоні́дович Воробе́й — підполковник Збройних сил України, льотчик, старший штурман транспортного літака Ан-26 з 456-ї бригади транспортної авіації, в/ч А/1231.

## Нагороди
14 серпня 2014 року — за особисту мужність і героїзм, виявлені у захисті державного суверенітету та територіальної цілісності України, вірність військовій присязі під час російсько-української війни, відзначений — нагороджений орденом Богдана Хмельницького III ступеня.